# Parco di Coiluna
Il Parco di Coiluna è un complesso forestale appartenente al demanio della regione Sardegna. 
Si estende in comune di Alà dei Sardi su una superficie di 978 ettari.
L'area dove si trova il cantiere di Coiluna ha una configurazione allungata e irregolare, orientata lungo la direttrice nord-ovest/sud-est; confina a nord con proprietà del Comune di Alà dei Sardi Sud, ad est con la Foresta Demaniale Crastazza e Tepilora dell’Azienda di Nuoro, a sud e ad ovest con terreni di proprietà del Comune di Buddusò costituenti la F.D. Loelle.
La foresta è raggiungibile lungo la Strada Statale n° 389 del Correboi, al Km. 28, nel punto dove iniziava la vecchia strada comunale per Bitti, ora sostituita nel primo tratto da una comoda strada asfaltata, parte la strada che conduce al limite del compendio boschivo, in località Janna de Sercula. Il cantiere è collegato internamente con gli altri perimetri di Crastazza e Loelle.
All'interno del cantiere forestale di Coiluna è presente un laghetto artificiale, usato per la pesca sportiva ed escursioni in canoa.
La zona è molto frequentata da appassionati di trekking, mountain bike e running, sono presenti infatti diversi sentieri naturalistici.